# Gauthier Grumier
Gauthier Grumier (Nevers, 1984. május 29. –) olimpiai, világ- és Európa-bajnok francia párbajtőrvívó.